# Nogopterium gracile
Nogopterium gracile là một loài Rêu trong họ Leucodontaceae. Loài này được (Hedw.) Crosby & W.R. Buck mô tả khoa học đầu tiên năm 2011.